# Atmosphärische Welle
Eine atmosphärische Welle ist in der Meteorologie eine periodische Störung atmosphärischer Variablen im Strömungsfeld (wie z. B. Boden-Luftdruck, geopotentielle Höhe oder Windgeschwindigkeit). Beispiele hierfür sind die Leewellen, Rossby-Wellen oder die quasi-zweijährige Schwingung.
Atmosphärische Wellen entstehen vor allem in der Tropo- und in der Stratosphäre. Sie breiten sich horizontal wie auch vertikal aus. Dabei transportieren sie Impulse und Energie, die aus ihrer Ursprungsregion stammen durch die Atmosphäre. Lösen sich die Wellen auf, wird die transportierte Energie auf die Hintergrundatmosphäre des Standortes der Auflösung übertragen. Sie tragen damit zur Kopplung von atmosphärischen Schichten bei.